# Ceroplesis rugosopunctata
Ceroplesis rugosopunctata är en skalbaggsart som beskrevs av Aurivillius 1925. Ceroplesis rugosopunctata ingår i släktet Ceroplesis och familjen långhorningar.
Artens utbredningsområde är Kenya. Inga underarter finns listade i Catalogue of Life.